# Чвпс
Чвп
с (с 1923 года — Ѵс; прозвище — Сормовская Ижица) — российский паровоз типа 0-4-0, выпущенный в 1914 году на Сормовском заводе для Варшаво-Венской железной дороги (ширина колеи 1435 мм). Последний представитель серии Ч и самый мощный паровоз типа 0-4-0 в Российской империи (1050 л. с.).

## Постройка
В 1914 году, перед самым началом Первой мировой войны, Варшаво-Венская железная дорога выдала Сормовскому заводу срочный заказ на постройку паровозов типа 0-4-0 со сцепным весом 64,4 тонны для работы на линиях, имеющих европейскую колею (1435 мм). Конструкторскими работами руководил инженер Б. С. Малаховский, при этом за основу была взята конструкция паровоза серии Ѵ (тип 107 Коломенского завода) 1908 года постройки. Также, в виду срочности заказа, было использовано большое число деталей, включая штампованные части котла, пассажирского паровоза серии С типа 1-3-1.
Конструкционная скорость локомотива была повышена с 50 до 55 км/ч, для чего диаметр движущих колёс увеличили с 1220 до 1300 мм, одновременно с этим повысив давление пара в котле с 12 до 12,5 кгс/см², что позволяло при тех же цилиндрах паровой машины избежать снижения силы тяги. Число дымогарных труб было увеличено со 147 до 170, а жаровых — с 21 до 24, при сохранении их диаметров (46/51 мм и 125/133 мм соответственно); была увеличена и площадь колосниковой решётки. Был применён двухоборотный пароперегреватель системы Н. М. Ноткина (инженер Сормовского завода), но при этом конструкторы предусмотрели возможность его замены на пароперегреватель системы Шмидта. Локомотив имел паровой тормоз, который можно было заменить на воздушный системы Вестингауза. Для того, чтобы вес паровоза не превышал установленные допустимые значения, конструкторы были вынуждены снизить толщину листов рамы с 33 до 30 мм.
В том же 1914 году Сормовский завод построил для дороги-заказчицы 27 паровозов, которые получили номера 601—627 и обозначение серии Чвп
с (с четырьмя движущими колёсными парами (тип 0-4-0), для Варшаво-Венской дороги (в), с пароперегревателем (п), производства Сормовского завода (с)). Испытания показали, что при форсировке котла 50 кгс/(м² • ч) новый локомотив развивал мощность до 1050 л.с. (770 кВт), тогда как у Ѵ максимальная мощность составляла 860 л.с. (630 кВт), то есть на тот момент Чвп
с являлся самым мощным паровозом типа 0-4-0 в Российской империи; для сравнения, такую же мощность имел паровоз серии Э типа 0-5-0, который был на 25 % тяжелее.

## Эксплуатация
Все 27 машин изначально поступили на Варшаво-Венскую дорогу, но в военный период (первая мировая и гражданская) 25 из них были переделаны на русскую колею (1524 мм) и направлены в депо Подволочиск Подольской железной дороги. Так как паровозы Чвп
с по своей конструкции были ближе к серии Ѵ, чем к серии Ч, в 1923 году отдел тяги Центрального управления железных дорог НКПС заменил их обозначение на Ѵс (Ѵ Сормовского завода), присвоив также новые номера 557—581 (продолжение нумерации паровозов Ѵ), после чего направил их на Московско-Казанскую железную дорогу, где на тот момент работали все паровозы серии Ѵ.
В 1940 году на учёте НКПС числился 81 паровоз серий Ѵ и Ѵс, которые работали на Ленинской (48 локомотивов), Пензенской (13) и Казанской (20) дорогах. Наиболее массовое списание этих паровозов происходило в 1950—1957 годы в связи с масштабной дизелефикацией и электрификацией железных дорог.
После окончания первой мировой, один паровоз (по данным на 1926 год) оказался на территории независимой Польши. На Польских железных дорогах он получил обозначение серии Tp110 (товарный паровоз (T) типа 0-4-0 (p) модель 110), а его четырёхосный тендер — 23D1. По имеющимся данным, уже к 1936 году он был списан.

### Комментарии
1. 1 2  В советском справочнике 1956 года — 1320 мм, в книге Пивовоньски — 1340 мм
2. ↑  В книге Пивовоньски указана сила тяги 13 600 кгс
3. ↑  В книге Пивовоньски указана испаряющая поверхность нагрева котла 165,2 м² — без учёта поверхности нагрева топки